# Zabawa (gmina)

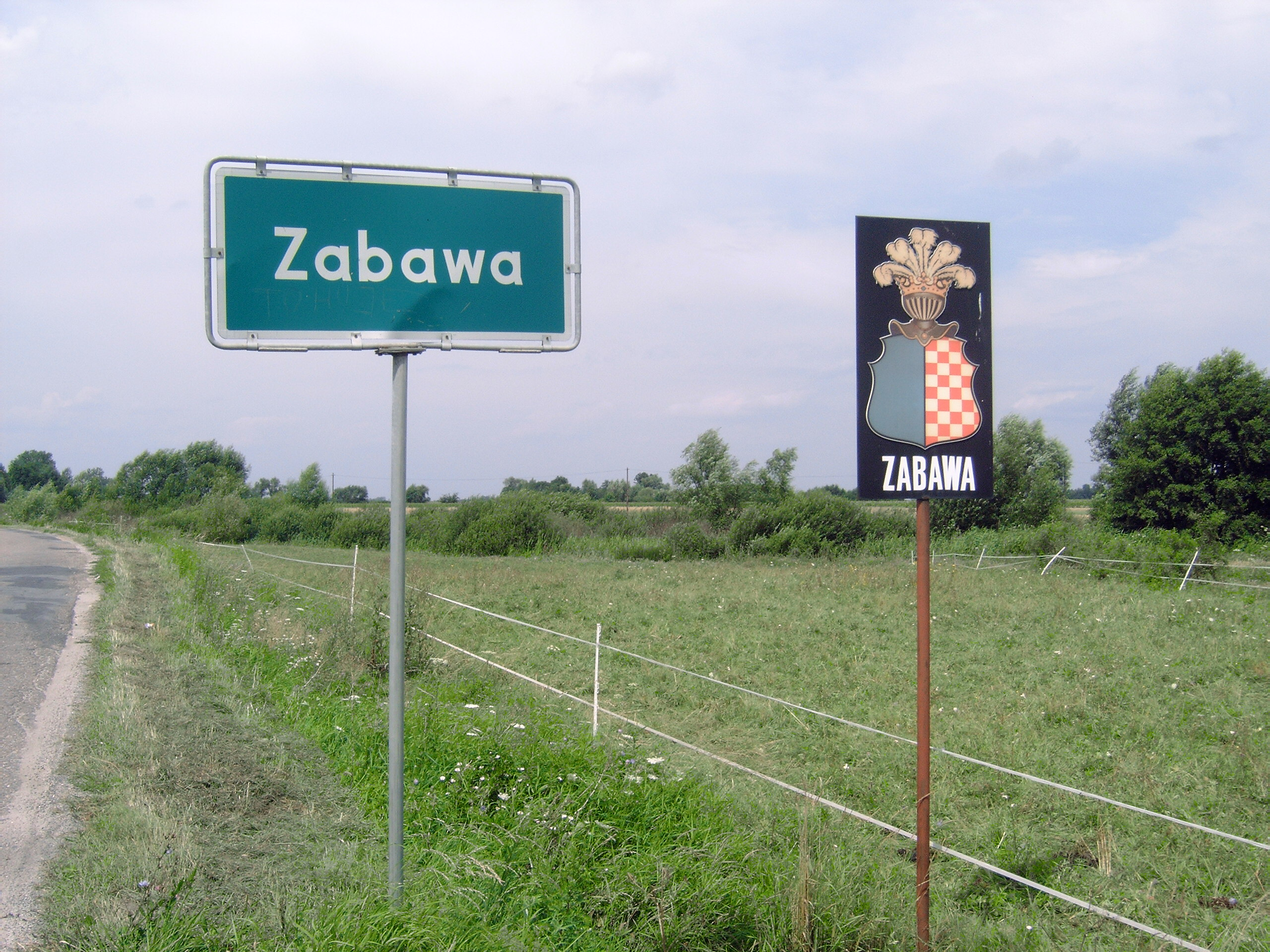
Herb przy wjeździe do Zabawy

Zabawa – dawna gmina wiejska istniejąca w latach 1973–1976 w woj. krakowskim i tarnowskim (obecnie woj. małopolskie). Siedzibą władz gminy była Zabawa.
Gmina została utworzona 1 stycznia 1973 w powiecie brzeskim w woj. krakowskim, z części obszaru dawnej gminy Radłów (do 1954 w powiecie brzeskim, odtworzonej w 1973 w powiecie tarnowskim). 1 czerwca 1975 gmina znalazła się w nowo utworzonym woj. tarnowskim.
1 lipca 1976 jednostka została zniesiona przez połączenie z dotychczasową gminą Radłów w nową gminę Radłów.